# Karl Otto Robert Peter Paul Graebner
Karl Otto Robert Peter Paul Graebner ( 1871–1933) foi um botânico alemão.
Publicou, em 1894, com Paul Friedrich August Ascherson (1834-1913)  "Synopsis der mitteleuropäischen Flora".